# Johann Kaspar Gensler
Johann Kaspar Gensler auch: Johann Caspar, auch: Genssler, Genßler Genzler (* 14. September 1767 in Ostheim vor der Rhön; † 18. November 1821 in Heidelberg) war ein deutscher Rechtswissenschaftler.

## Leben
Johann Kaspar war Sohn des Kantors und Schuldieners Georg Christian Gensler und dessen Frau Anna Susanna, geb. Hoffmann. Er verlor früh seinen Vater. 1782 besuchte er die St. Sebaldschule in Nürnberg und 1784 das akademische Gymnasium Casimirianum Coburg. Am 24. April 1788 immatrikulierte er sich an der Universität Jena, wo er Rechtswissenschaften studierte. Nach seinem Studium wurde er 1791 Hauslehrer der adligen Familie von Stein in Nordheim (Grabfeld), arbeitete ab 1792 als Advokat in Eisenach und später als Syndikus in seinem Geburtsort Ostheim. Er stieg zum Konsulenten und Justizbeamten des Grafen Julius von Soden auf. 1800 wechselte er wieder an die Hochschule Jena und promovierte dort 1801 zum Doktor der Rechte. 1801 wurde er außerordentlicher Beisitzer des Schöppenstuhls und agierte ab 1802 als Privatdozent. 1803 wurde ihm eine außerordentliche Assessur am Spruchkollegium der Juristischen Fakultät übertragen. Am 1. September 1804 wurde er ordentlicher Professor des Lehnrechts und hatte damit eine ordentliche Stimme im Senat der Juristischen Fakultät.
1805 stieg er zum fünften ordentlichen Professor des Institutes auf und wurde im selben Jahr Justizrat von Sachsen-Coburg-Saalfeld. 1808 übernahm er die vierte ordentliche Professur der Pandekten Patris secunda, 1809 die dritte Professor der Pandekten Patris primae und wurde damit verbunden Hofrat von Sachsen-Weimar. Nachdem man ihn 1813 auch eine ordentliche Beisitzerstelle an der Juristischen Fakultät eingeräumt hatte, führte er im Sommersemester 1813, während der Zeit der Befreiungskriege, als Rektor der Alma Mater die Geschicke der Hochschule. Am 14. Dezember 1815 trat er die Nachfolge von Christoph Martin als Professor des Zivil- und Strafprozessrechts an der Universität Heidelberg an, wo er von 1817 bis 1819 Mitglied des engeren Rats war, 1818 zum Geheimen Justizrat ernannt wurde und 1819 als Dekan der Juristischen Fakultät fungierte. Ab 1818 war er Mitherausgeber der Zeitschrift Das Archiv für die civilistische Praxis. Berufungen 1818 an die Universität Bonn und 1819 an die Universität Erlangen lehnte er ab.
Gensler hatte sich mit Hieronyma Carolina Heiligenstädt (1780–1845) verheiratet. Aus der Ehe stammen zwei Kinder. Seine Tochter Henriette (Christiane Anna) Gensler (* 1802) war seit 1821 mit Heinrich Riemann verheiratet.

## Werke
- Diss. inaug. de probatione in perpetuam rei memoriam, quattenus differt a regulari. Jena 1801
- Civil-Acten, verhandelt nach den Process-Vorschriften und dem Gerichtsbrauch der sämmtlichen herzoglich Sächsischen Lande, gedruckt zum Behuf. Jena 1805 (online), (mit Karl Heiligenstädt)
- Actenstücke nach sämmtlichen Arten des Gerichtlichen Verfahrens in Strafsachen, zum Behuf usw. Jena 1805
- Civil-Acten nach den Regeln und der Form des deutschen, gemeinen Processes verhandelt und gedruckt. Jena 1806 (online)
- Exercitationes juris civilis ad doctrinam de culpa. Fasc. I. Jena 1813
- Tractatus de emtione venditione, quae fit, ad mensuram, adnumerationem, pondusue, vel ad gustum. Jena 1814 (online)
- Handbuch zu Martin’s Lehrbuch des Teutschen gemeinen Processes. Jena 1814 (online); Jena 1821 (online)
- Grundsätze der juristischen Vortrags- und formellen Entscheidungs-Kunde in gerichtlichen Rechtsgeschäften. Jena 1815 (online)
- Rechtsfälle für die Processpraxis. Nebst Inhalts-Register. Heidelberg 1817 auch unter dem Titel: Sammlung von Rechtsfällen zur Beurtheilung und förmlichen Bearbeitung in akademischen Uebungscollegien.
- Beytrag zu der Gesetzgebung für die Verfassung der Teutschen Gerichte und des Verfahrens vor und von denselben. Heidelberg 1818 (online)
- Beytrag zu der Lehre von der Diligenz und Culpa, nach Begriffen der Römischen Rechtsgelehrten. Heidelberg 1819 (online), 3. Auflage. Heidelberg 1839
- Anleitung zur gerichtlichen Praxis in bürgerlichen Rechtsstreitigkeiten, verbunden mit theoret. Darstellungen und Bemerkungen. 1. Band, Heidelberg 1821 (online); 2. Band 1825 (online) herausgegeben von Karl Eduard Morstadt
- Genslers vollständiger Commentar in fortlaufenden Dictaten zu Dr. C. Martin’s Lehrbuch des Teutschen gemeinen bürgerlichen Processes. Heidelberg 182?, 1825
- Vollständiger Commentar über Martin’s Civilprocess-Lehrbuch. Heidelberg 1825, 2 Bände. (herausgegeben von K. Ed. Morstadt, 1. Band (online); 2. Band (online), 3. Auflage. 1995)
- J. C. Genslers Rechtsfälle für die Civilprocess-Praxis. Heidelberg 1833, 2. Aufl. (online)

## Weblink
- Werke von und über Johann Kaspar Gensler in der Deutschen Digitalen Bibliothek

| Personendaten    | Personendaten                                     |
| ---------------- | ------------------------------------------------- |
| NAME             | Gensler, Johann Kaspar                            |
| ALTERNATIVNAMEN  | Genssler, Genßler Genzler; Gensler, Johann Caspar |
| KURZBESCHREIBUNG | deutscher Rechtswissenschaftler                   |
| GEBURTSDATUM     | 14. September 1767                                |
| GEBURTSORT       | Ostheim vor der Rhön                              |
| STERBEDATUM      | 18. November 1821                                 |
| STERBEORT        | Heidelberg                                        |